# Michael Clark (ballerino)
Michael Duncan Clark (Aberdeen, 29 maggio 1962) è un ballerino e coreografo britannico.

## Biografia
Cominciò a danzare balli tradizionali scozzesi all'età di quattro anni, prima di trasferirsi a Londra nel 1975 per studiare danza alla Royal Ballet School. Dopo il diploma si unì alla Rambert Dance Company, dove il coreografo Richard Alston creò apposta per lui le coreografie di Bell Hugh (1979), Landscape (1980), Raimbow Ripples (1981), Soda Lake (1981) e Dutiful Ducks (1982).
Nel corso della sua carriera ha danzato e coreografato diversi lavori per il London Festival Ballet, lo Scottish Ballet, l'Opera di Parigi e la Deutsche Oper Berlin. Dal 2005 Clarke è stato impegnato con un progetto per ricoreografare le tre opere principali di Igor Stravinsky, riadattando i suoi precedenti lavori Mmm... (1992) e 0 (1994), oltre a creare il nuovo I Do. Nel 2009 il suo balletto come, been and gone ha fatto il suo debutto alla Biennale di Venezia.
Clarke è dichiaratamente omosessuale.

## Filmografia parziale
- L'ultima tempesta (Prospero's Books), regia di Peter Greenaway (1991)